# 北見警察署
北見警察署（きたみけいさつしょ）は、北海道警察北見方面本部が管轄する警察署の一つである。署長の階級は警視。

## 所在地
- 北海道北見市青葉町6番1号
  - 所在機関
  - 北海道警察北見方面本部
  - 警察庁北海道情報通信部北見方面情報通信部
  - 自動車安全運転センター北見方面事務所（警察庁所管法人）

## 管轄区域
- 北見市
- 常呂郡訓子府町、置戸町

## 沿革
- 1897年 - 網走警察署野付牛巡査駐在所として発足
- 1907年 - 網走警察署野付牛巡査部長派出所に改称
- 1913年 - 網走警察署野付牛分署に改称
- 1921年 - 野付牛警察署に改称
- 1942年 - 北見警察署に改称
- 1948年 - 警察法施行に伴い、国家地方警察北見地区警察署と自治体警察の北見市警察署、留辺蘂町警察署に分割
- 1954年 - 警察法の改正により北海道警察に統合され北見方面北見警察署と改称される
- 2006年 - 常呂町と北見市の合併に伴い旧常呂町地域を網走警察署より移管。

## 組織
- 署長（警視）
- 副署長（警視）
- 警務官兼警務課長
  - 警務課（警務係、犯罪被害者支援係、相談係、管理係）
  - 会計課（会計係）
- 刑事・生活安全官
  - 刑事第一課（指導係、強行犯係、盗犯係、鑑識係）
  - 刑事第ニ課（知能犯係、組織犯罪対策係、薬物銃器対策係）
  - 生活安全課（生活安全係、少年係、生活経済・保安係、許可係）
- 地域・交通官
  - 地域課（企画係、実務指導係、地域係、自動車警ら係）
  - 交通課（企画・規制係、指導係、捜査係）
- 警備課（公安係、外事係）

## 組織改正
- 2011年3月、各課を統合し課長に警視、その下に警部の統括官を配置。2012年から各課の統括官を課長代理に改称した。
- 2013年3月、課長ポストを警部に戻しその上に刑事・生活安全官、地域・交通官を配置した。

## 交番・駐在所
括弧内は所在地を表す。

### 北見市
- 駅前交番（北見市大通東1-18-2）
- 高栄交番（北見市高栄西7-6-7）
- 中央交番（北見市寿町3-1-5）
- 西交番（北見市東三輪4-16-172）
- 南交番（北見市南町1-4-15）
- 留辺蘂交番（北見市留辺蘂町元町49）
- 相内駐在所（北見市相内111-5）
- 温根湯駐在所（北見市留辺蘂町松山1-7）
- 上常呂駐在所（北見市上常呂355-1）
- 小泉駐在所（北見市春光6-2-1）
- 端野駐在所（北見市端野町二区476-4）
- 常呂駐在所（北見市常呂町字常呂387）
- 仁頃駐在所（北見市仁頃237-1）
- 東相内駐在所（北見市東相内183-4）

### 置戸町
- 置戸駐在所（常呂郡置戸町字置戸9-10）
- 勝山駐在所（常呂郡置戸町字安住139-22）

### 訓子府町
- 訓子府駐在所（常呂郡訓子府町栄町31）